# Kamenínske slanisko
Kamenínské slanisko je zrušená národní přírodní rezervace na Slovensku. Nacházela se v katastrálním území obce Kamenín v okrese Nové Zámky v Nitranském kraji. Území bylo vyhlášeno v roce 1953 a novelizováno v roce 1983 s rozlohou 34,89 hektaru. Přírodní rezervace byla ke dni 15. září 2020 zrušena a nahrazena chráněným areálem Kamenínská slaniska.